# Колашински партизански одред
Колашински народноослободилачки партизански (НОП) одред формиран је 3. фебруара 1944. године од делова Комског НОП одреда. Имао је два батаљона са 140 бораца. У фебруару је дејствовао у рејону Колашина, а почетком марта пребачен је на просторију Острог–Слап где је водио борбе са Немцима и четницима, а са Шестом бригадом и Никшићким НОП одредом учествовао је у блокади немачке и четничке посаде у Никшићу. Био је расформиран 15. марта 1944. године. Један његов батаљон је ушао у састав Девете црногорске бригаде, а остали борци у Допунски батаљон Другог корпуса НОВЈ.